# The Anchoress
The Anchoress, pseudonimo di Catherine Anne Davies (West Glamorgan, 1985), è una cantautrice, polistrumentista e scrittrice gallese.

## Biografia
Cresciuta ad Aylesbury, The Anchoress ha pubblicato il suo album di debutto, intitolato Confessions of a Romance Novelist, nel 2013, ricevendo l'acclamo da parte della critica musicale e una candidatura per il Welsh Music Prize. Tra il 2016 e il 2017 ha supportato in tournée i Manic Street Preachers, i Simple Minds e Paul Draper, mentre ad ottobre 2018 ha co-condotto un programma radiofonico su BBC Radio 6 Music. Nel 2021 il secondo disco solista The Art of Losing ha ricevuto lodi dalla critica ed ha esordito alla 31ª posizione della Official Albums Chart.

## Discografia

### Album in studio
- 2016 - Confessions of a Romance Novelist
- 2020 - In Memory of My Feelings (con Bernard Butler)
- 2021 - The Art of Losing
- 2023 - Versions

### Album dal vivo
- 2020 - Live at the London Palladium

### EP
- 2014 - One for Sorrow
- 2015 - What Goes Around
- 2016 - Doesn't Kill You
- 2016 - You and Only You

### Singoli
- 2014 – What Goes Around

## Opere
- (EN) Whitman's Queer Children: America's Homosexual Epics, Continuum Intl Pub Group, ISBN 9781441192622.